# Alejandro Chavchavadze
Alejandro Chavchavadze (en georgiano: ალექსანდრე ჭავჭავაძე) fue un poeta georgiano, benefactor público y figura militar. Considerado como el "padre del romanticismo georgiano", fue un destacado aristócrata georgiano y un talentoso general al servicio de la Rusia imperial.
Nació en 1786 en San Petersburgo, Rusia, donde su padre, el príncipe Garsevan Chavchavadze, se desempeñó como embajador del rey georgiano Heraclio II. La emperatriz Catalina II de Rusia fue madrina en el bautismo del infante Alejandro, mostrando su benevolencia al embajador de Georgia.
Alejandro era principalmente un "nacionalista cultural", defensor de la lengua nativa y defensor de los intereses de las élites intelectuales y aristocráticas georgianas. En sus cartas, Alejandro criticó duramente el tratamiento ruso de la cultura nacional georgiana e incluso lo comparó con el saqueo de los otomanos y los persas que habían invadido Georgia en el pasado.